# Egidio Mazzei
El Dr. Egidio Mazzei (1907-1984) fue un prestigioso médico clínico argentino. Profesor Titular de Clínica Médica en las Facultades de Medicina de las Universidades de La Plata y Buenos Aires. Presidente de la Asociación Médica Argentina (AMA) en el período 1976-1978. Hijo de Juan S. Mazzei y Emilia Caso.

## Trayectoria
Se recibió de bachiller en el Colegio Nacional Nicolás Avellaneda a los 14 años. Ingresó a la Facultad de Medicina de la Universidad de Buenos Aires a la edad de 15 años, egresando en el año 1928, a los 21 años, con el título de médico.
Realizó su tesis en el año 1930 sobre Síndrome de Bernheim que fue clasificada como sobresaliente y con la que obtuvo el título de Doctor en medicina.
Comenzó su carrera médica hospitalaria inicialmente en el Hospital Pirovano de la Ciudad de Buenos Aires en el servicio del Prof.Cándido Patiño Mayer.
Dos años más tarde continúo su carrera en el Hospital de Clínicas, en la Primera Cátedra de Medicina, a cargo del profesor Mariano Castex. En dicha cátedra se desempeñó como médico asistente, Jefe de trabajos prácticos y jefe de clínica, llegando a como profesor adjunto por concurso de oposición en 1946.
Simultáneamente, y desde su creación fue jefe de clínica médica del Hospital Ferroviario de Buenos Aires. Entre los años 1938 y 1950 fue Jefe de Sección del Instituto de Investigaciones aplicadas a la Patología Humana, dependiente de la Academia Nacional de Medicina dirigido por su maestro Dr. Mariano Castex.En el año 1943 ganó el concurso de Profesor Titular por oposición de la Segunda Cátedra de Clínica Médica de la Universidad Nacional de La Plata, cargo que desempeñó hasta 1956. En dicha Universidad, fue además consejero del Consejo de la Faculta de Medicina. En 1951, habiéndose alejado por motivos políticos de la Universidad de Buenos Aires, fue nombrado Jefe del Servicio de Clínica Médica del Hospital Italiano, cargo que desempeñó hasta 1956.
Entre 1956 y 1972 fue profesor titular de la Primera Cátedra de Medicina de La Universidad de Buenos Aires, fundada en 1822, y director del Instituto de Clínica Médica de la Universidad de Buenos Aires.
En el año 1972 fue designado profesor titular consulto y en el año 1976 profesor emérito de la facultad de medicina.
En el ámbito académico, en el año 1959 fue nombrado Académico Titular de la Academia Nacional de Medicina (sitial N.º 24), en el año 1961 de la Academia Nacional de Ciencias, donde además fue presidente y en el año 1964 de la Academia Nacional de Ciencias Políticas y Morales.
En el año 1964 fue secretario general del 8vo Congreso Internacional de Medicina Interna  presidido por el Profesor Mariano R Castex contando con una asistencia de 1500 médicos de 30 países y la presencia de la fundadora de la Sociedad Dra Nanna Svartz de Estocolmo, del Presidente de la Sociedad Prof. Carlos Jiménez Díaz de Madrid y de varias eminencias de la Medicina Internacional. Fue director de la Prensa Médica Argentina hasta su fallecimiento.
En 1977 fue distinguido Maestro de la Medicina.
Fue miembro correspondiente de las academias de medicina de Francia, Roma, Barcelona, Egipto, Brasil y Venezuela, de la Sociedad Francesa de Cardiología y de la Sociedad Alemana de Medicina Interna
Publicó numerosos libros, algunos de ellos en colaboración con el Dr. Mariano Castex. Su libro más importante fue La Medicina Interna de Urgencia, que alcanzó tres ediciones.
Otros libros de trascendencia fueron Cáncer de pulmón, Atelectasia Pulmonar, Insuficiencia Renal funcional, El Embolismo Pulmonar, El enfisema pulmonar, Bronquiectasias, Lecciones de Clínica Médica, Qué es la Medicina y Anales de la Primera Cátedra de Medicina entre otros. Fue coautor, de la 4.ª ,5.ª, 6.ª, 7.ª y 8.ª edición juntamente con el Prof. Pedro Farreras Valenti y más adelante con el Prof. Ciril Rozman del tratado Medicina Interna iniciado fundado por el Prof. Alexander von Domarus de Berlín Alemania, publicado en Barcelona. Publicó 250 trabajos en revistas nacionales e internacionales.

El Dr. Egidio Mazzei en familia

## Vida personal
Estuvo casado con María Leticia Díaz Soto, hija del educador Antonio Epifanio Díaz, y fue padre de cinco hijos, entre ellos Carlos María Mazzei. 
Quienes lo trataron afirman que eran un hombre cariñoso que hacía de la humildad y el buen trato una cuestión de culto. 
Personalidad conformada en una profunda fe cristiana, en sus reflexiones –refiriéndose a su promoción de médicos- expresó: “Fue la nuestra la promoción que creía en los valores morales y espirituales; que estuvo identificada con su profesión; creía asimismo que la medicina era un apostolado, no una profesión comercial, un estilo de vida y de actuar. Que veía en cada enfermo un alma doliente, un ser sufriente al que dedicamos caritativamente muchas horas que hubieran correspondido a nuestros familiares.  Casi todos nosotros heredamos de nuestros padres y aprendimos de los maestros que hemos elegido y que tuvimos, un estilo de vida, una formación médica y una moral profesional; aún se cuidaba la integración del tecnicismo y lo nuevo en lo clásico; la enseñanza no estaba en crisis”.
Le gustaba repetir, al referirse al ejercicio profesional, algunos conceptos vertidos por el Papa Pío XII, quien aseguró que “el médico cristiano tendrá siempre que mantenerse en guardia contra la fascinación de la técnica, contra la tentación de aplicar su saber y su arte a otros fines que al cuidado de los pacientes a él confiados”.
Y como la virtual totalidad de los grandes médicos con una sólida formación humanística, el doctor Mazzei advirtió en repetidas oportunidades sobre los riesgos, precisamente, de la deshumanización del arte de curar. 
Se resistió siempre a que la máquina cambiara el modo de sentir del médico y que lo redujera a la esclavitud de la técnica.  Sostenía que la medicina no debía arriar “ni aquellas bases de observación razonada y razonamiento inductivo”…”y ni la naturaleza de su pensamiento y de su ejercicio profesional con sus condiciones: relación médico-enfermo, independencia del médico, libertad de su elección, secreto profesional, pensamiento antropológico y sentido humano de la Medicina” Mazzei dejó profundas raíces en el Hospital de Clínicas por la calidad de sus enseñanzas, por la jerarquía de sus discípulos, y por su rectitud ética y cívica.

## Distinciones
- En 1938 recibió el premio Albarenga de Piauhi de la Academia de Medicina de París.
- En 1952, la Academia de Medicina de París le otorgó el Premio Godard.
- Obtuvo el premio Luis Agote de la Facultad de Medicina de Buenos Aires en dos oportunidades,
- El Premio Luis Güemes de la Facultad de medicina, premios de la Academia de Medicina de Río de Janeiro (Brasil).
- El premio Mariano R.Castex de la Academia Nacional de Medicina de Buenos Aires.
- En 1977 fue distinguido Maestro de la Medicina
- Gran Cruz de la Soberana Orden Militar de Malta.
- Cruz de Primera clase de la República Federal Alemana.
- Orden del Cruceiro Do Sul de la República de Brasil y Gran Oficial de la Orden del Mérito médico de la República de Brasil.
- En el año 1969 recibió la Medalla de Oro “Ludwig Heilmeyer”otorgada por la Sociedad internacional de Progresos en Medicina Interna al médico más destacado en medicina interna.